# Вільярехо-де-ла-Пеньюела
Вільярехо-де-ла-Пеньюела (ісп. Villarejo de la Peñuela) — муніципалітет в Іспанії, у складі автономної спільноти Кастилія-Ла-Манча, у провінції Куенка. Населення — 21 особа (2010).
Муніципалітет розташований на відстані близько 120 км на схід від Мадрида, 22 км на захід від Куенки.

## Демографія
Динаміка населення (INE ):